# Harold Land
Harold de Vance Land (18. februar 1928 i Houston Texas – 27. juli 2001 i Los Angeles Californien) var en amerikansk jazz-tenorsaxofonist.
Land kom frem med Clifford Brown/Max Roach's kvintet i 1950'erne. Her udviklede han en personlig stil indenfor hardbopstilen. Han var senere inspireret af John Coltrane.
Land flyttede i 1955 til Los Angeles, hvor han spillede med bl.a. Bobby Hutcherson, Chico Hamilton, Blue Mitchell, Donald Byrd og Red Mitchell.
I 1980'erne og 1990'erne spillede han med gruppen Timeless all Stars, som foruden ham selv bestod af Bobby Hutcherson, Billy Higgins, Cedar Walton, Curtis Fuller og Buster Williams. 
Land lavede en del plader i eget navn, herunder klassikerne Harold In The Land Of Jazz og The Fox. 

## Udvalgt diskografi

### I eget navn
- The Grooveyard
- Harold In The Land Of Jazz
- The Fox
- Eastward Ho! Harold Land In New York Jazzland
- West Coast blues
- Hear Ye´

### Med andre kunstnere
- Chic Chic Chico – Chico Hamilton
- Medina – Bobby Hutcherson
- Total Eclipse – Bobby Hutcherson
- San Francisco – Bobby Hutcherson
- Cirrus – Bobby Hutcherson
- African Violet – Blue mitchell
- Clifford Brown/Max Roach Kvintet
- Study In Brown – Clifford Brown